# Dans la peau d'un chef
Dans la peau d'un chef est une émission française de télévision, diffusée sur France 2 du au 2 septembre 2013 au 1er juillet 2016.
Produite par Air Productions et Food Prod, elle était présentée par Christophe Michalak du lundi au vendredi en « after school » (qui est la tranche horaire allant de 17 h à 18 h 30).
Sa première saison court jusqu'au mois de juin 2014, en subissant plusieurs changements de case horaire. Par exemple, à partir du 7 octobre 2013, l'émission est avancée à 16 h 50 et est remplacée par des best of d'On n'demande qu'à en rire à 17 h 40, faute d'audience.
Ses audiences commencent à décoller avec le changement de formule apporté à partir du 3 mars 2014 : Dans la peau d'un chef devient une « master class », un cours de maître, à savoir une « leçon individuelle donnée par un professeur à un étudiant devant un auditoire et au profit de ce dernier ».
Sa deuxième saison débute le lundi 22 septembre 2014, à la suite du dernier épisode de la quotidienne Le Monument préféré des Français présentée par Stéphane Bern. Les bonnes audiences se confirment, surtout à partir du deuxième mois de cette 2e saison. À partir du 2 mars 2015 et jusqu'au 24 mai 2015, l'émission est remplacée par Mon food truck à la clé.
L'émission s'arrête le 1er juillet 2016. La direction de France 2 souhaitant renouveler en profondeur ses programmes de l'après-midi à la rentrée de septembre 2016,.

## Principe
Dans la version 2013 (première saison), chaque jour deux amateurs de cuisine deviennent les commis d'un jour de Christophe Michalak et d'un chef étoilé afin de réaliser un plat salé ou un plat sucré. Le meilleur des deux commis gagne un séjour gastronomique. Au bout de deux semaines d'émissions, le concept est modifié: les commis doivent réaliser un plat salé et un plat sucré. Le meilleur des deux commis remporte la somme de 1000 euros et revient le lendemain pour remettre son titre en jeu et tenter de gagner à nouveau 1000 euros.
À partir du 3 mars 2014, Dans la peau d’un chef devient une masterclass: les lundis, mercredis et vendredis, le chef invité montre une de ses recettes, en principe salées, de façon didactique ; les candidat(e)s prennent note, puis tentent de reproduire l'unique recette du jour - l'occasion de découvrir une cuisine exotique ou différente, via le chef invité pendant toute une semaine. Le chef invité peut aider le ou la candidat(e) pendant un maximum de soixante secondes, à la demande de ce dernier/cette dernière. C'est le chef invité qui choisit la meilleure réalisation. Les enjeux sont les mêmes qu'avant (1000 euros et revenir le lendemain).
Les mardis et jeudis, c'est Christophe Michalak lui-même qui montre une de ses recettes sucrées (desserts) et qui juge les candidat(e)s.
Les recettes (en principe salées) des chefs invités et les recettes (sucrées) de Christophe Michalak se trouvent sur le site Web de l'émission (avec les quantités, non indiquées pendant l'émission), ainsi que les vidéos de l'émission.
À noter que le challenger, à savoir le candidat chargé de défier le gagnant de l'émission précédente, est alternativement un homme ou une femme.

## Chefs invités

### Chefs invités à la saison 2 (22 septembre 2014 - juin 2015)
Le site web de France 2 ne donne qu'un seul lien Internet pour l'ensemble des chefs cuisiniers invités depuis la saison 1, le dernier chef invité apparaissant en premier. Il suffit de faire défiler les photos et de cliquer sur celle du chef requis. Référence.
Pour plus de résultats, taper le nom du chef requis dans Google. Il est impossible d'énumérer tous ces résultats Internet ici, ces chefs cuisiniers ayant déjà une solide réputation pour la plupart.
Nous nous limiterons ci-dessous au lien Internet vers le site de leur restaurant ou de l'établissement où ils officient.
| N° semaine | Date du lundi     | Chef invité    | Type de cuisine                                                                    | Référence(s) |
| ---------- | ----------------- | -------------- | ---------------------------------------------------------------------------------- | ------------ |
| 1re        | 22 septembre 2014 | --             | --                                                                                 |              |
| 2e         | 29 septembre 2014 | --             | --                                                                                 |              |
| 3e         | 6 octobre 2014    | --             | --                                                                                 |              |
| 4e         | 13 octobre 2014   | --             | --                                                                                 |              |
| 5e         | 20 octobre 2014   | --             | --                                                                                 |              |
| 6e         | 27 octobre 2014   | Fatéma Hal     | cuisine marocaine                                                                  | [ 16 ]       |
| 7e         | 3 novembre 2014   | Jean Sulpice   | cuisine savoyarde et moderne                                                       | [ 17 ]       |
| 8e         | 10 novembre 2014  | Tabata Bonardi | --                                                                                 | ,            |
| 9e         | 17 novembre 2014  | Lionel Lévy    | Leader reconnu d'une gastronomie marseillaise moderne et créative                  | [ 22 ]       |
| 10e        | 24 novembre 2014  | Denny Imbroisi | Formation classique & moderne, italienne, espagnole & française (Alain Ducasse...) |              |
| 11e        | 1er décembre 2014 | Juan Arbelaez  | --                                                                                 |              |
| 12e        | 8 décembre 2014   | Julien Duboué  | --                                                                                 |              |

## Audiences

### Audiences saison 1 (9/2013 - 6/2014)
Du lundi au vendredi, entre 17h35 et 18h10 (a changé de case horaire à plusieurs reprises : 17 h 25, puis 16 h 45, puis 17 heures à partir du 3 mars 2014).
| N°                             | Date                      | Téléspectateurs | Part d'audience des 4 ans et + | Référence |
| ------------------------------ | ------------------------- | --------------- | ------------------------------ | --------- |
| 1re                            | lundi 2 septembre 2013    | 376 000         | 4,2 %                          | [ 23 ]    |
| 4e                             | jeudi 5 septembre 2013    | 350 000         | 4,0 %                          | [ 23 ]    |
| 5e                             | vendredi 6 septembre 2013 | 300 000         | 3,5 %                          | [ 23 ]    |
| 12e                            | mardi 17 septembre 2013   | 372 000         | 4,2 %                          | [ 25 ]    |
| meilleure audience au 2/3/2014 | 4 novembre 2013           | 635 000         | 8,0 %                          | [ 8 ]     |

### Audiences saison 2 (22/09/2014 - 6/2015)
Du lundi au vendredi, pendant 55 minutes à partir de 16 h 55, 17 h ou 17h05, selon les jours, voir les horaires de France 2 en référence.
Légende :
Pda 4+ : Part d'audience des 4 ans et +
Ménagères <50 : Ménagères de moins de 50 ans (femmes de moins de 50 ans responsables des achats)
| N°  | Date                   | Téléspectateurs | Pda 4+              | Ménagères <50 | Référence |
| --- | ---------------------- | --------------- | ------------------- | ------------- | --------- |
| 1re | lun. 22 septembre 2014 | 470 000         | 6,2 %               |               | [ 27 ]    |
| 2e  | mar. 23 septembre 2014 | 559 000         | 8,0 %               |               | [ 28 ]    |
| 4e  | jeu. 25 septembre 2014 | 530 000         | 7,5 %               |               | [ 29 ]    |
| 21e | lun. 20 octobre 2014   | --- 000         | 8,7 %               |               | [ 30 ]    |
| 26e | lun. 27 octobre 2014   | 800 000         | 8,5 %               |               | [ 31 ]    |
| 29e | jeu. 30 octobre 2014   | 697 000         | 8,7 %               |               | [ 32 ]    |
| 30e | ven. 31 octobre 2014   | 627 000         | 7,7 %               |               | [ 33 ]    |
| 31e | lun. 3 novembre 2014   | 950 000         | 9,9 %               |               | ,         |
| 32e | mar. 4 novembre 2014   | 821 000         | 9,0 %               |               | [ 36 ]    |
| 33e | mer. 5 novembre 2014   | 739 000         | 8.2 %               |               | [ 37 ]    |
| 34e | jeu. 6 novembre 2014   | 780 000         | 9,4 %               | 10,5%         | ,         |
| 35e | ven. 7 novembre 2014   | 955 000         | 10,6 % (= max S1+2) |               | [ 40 ]    |